# 海德塞
海德塞（德語：Heidesee）是德国勃兰登堡州的市镇，隶属于达默-施普雷瓦尔德县。总面积为135.67平方千米，截至2023年12月31日总人口为7,440人。